# أوستين يونغ
أوستين يونغ (بالإنجليزية: Austin Young)‏ هو مصور أمريكي، ولد في 12 أبريل 1966 في رينو في الولايات المتحدة.

## وصلات خارجية
- الموقع الرسمي